# アメリカ旅日記第2集
『アメリカ旅日記第2集』は、トミー藤山のアルバム。1962年9月に日本コロムビアからリリースされた。ジミー時田のバックバンドであるマウンテン・プレイボーイズが、契約上の都合から「コロムビア・ワゴン・ボーイズ」名義でバックを務めている。

## 収録曲
Side 1
1. 愛しのクレメンタイン
2. チャイム・ベル
3. ハイ・ヌーン
4. ケンタッキー・ワルツ
5. 遥かなるアラモ

Side 2
1. 遥かなる山の呼び声
2. ライダース・イン・ザ・スカイ
3. 北風さん
4. カウ・ライジャ
5. レッド・リバー・バレー

## パーソネル
- トミー藤山（歌）
- コロムビア・ワゴン・ボーイズ (マウンテン・プレイボーイズ)